# Янчик тріскотливий
Я́нчик тріскотливий (Pteruthius intermedius) — вид горобцеподібних птахів родини віреонових (Vireonidae). Мешкає в Південно-Східній Азії. Раніше вважався підвидом рудолобого янчика, однак був визнаний окремим видом.

## Підвиди
Виділяють два підвиди:
- P. i. intermedius (Hume, 1877) — М'янма, південний Китай і північний Індокитай;
- P. i. aenobarbulus Koelz, 1954 — північно-східна Індія.

## Поширення і екологія
Тріскотливі янчики мешкають в Індії, М'янмі, Китаї, Таїланді, В'єтнамі та Лаосі. Вони живуть у вологих гірських тропічних лісах.